# Millennium (öl)
För andra betydelser, se Millennium (olika betydelser).

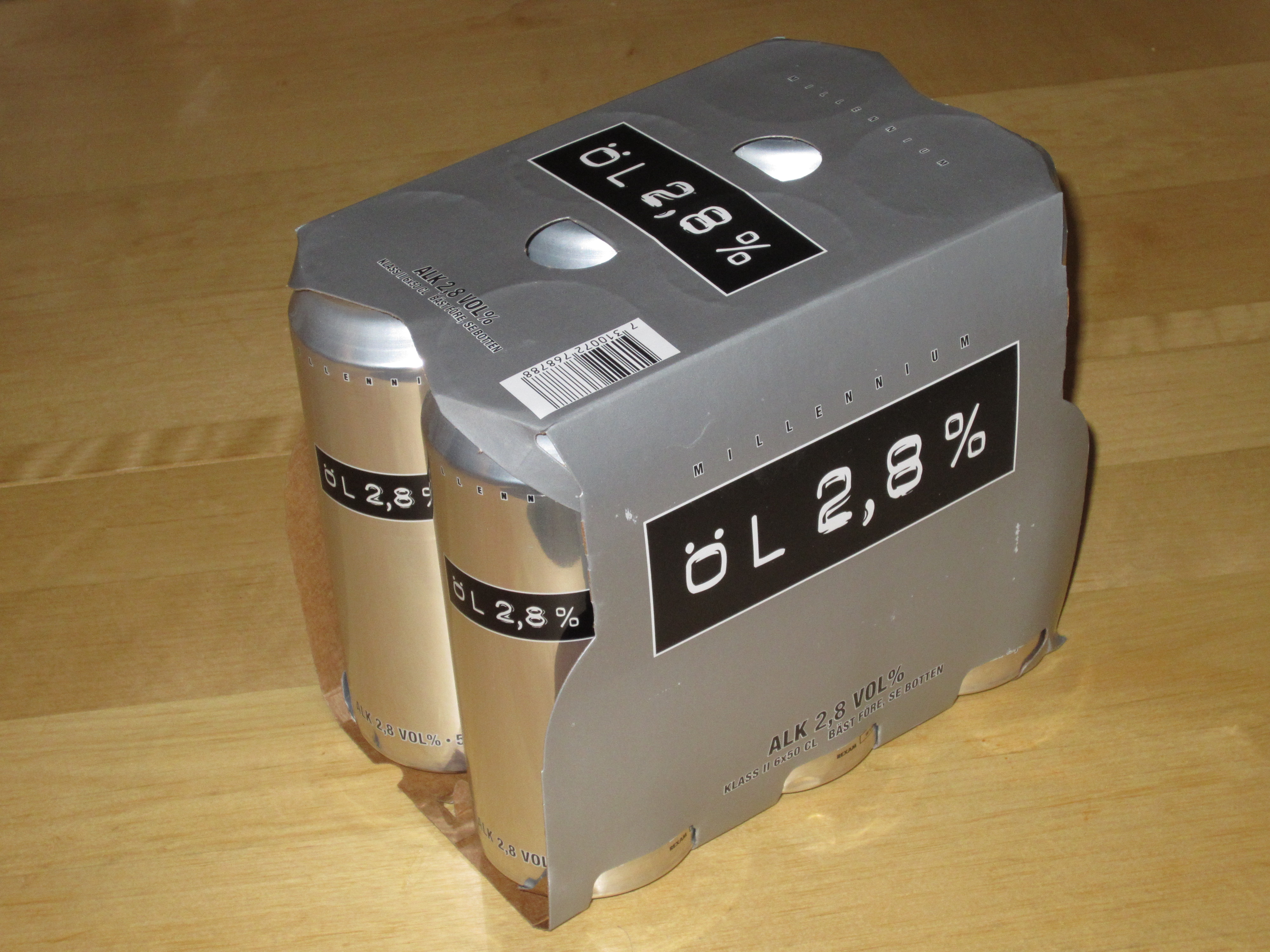
Millennium som folköl.

Falcon Millennium eller bara Millennium är en svenskt öl som bryggs av Carlsberg sedan våren 1999.
Ölet tappas i burkar om 50 cl.